# Gatos (película de 2018)
Tierra de gatos y flores de duraznos (en chino tradicional: 貓與桃花源; Gatos, en España; Gatopía, en algunos países de Latinoamérica; y Cats and Peachtopia, en inglés), es una película china de fantasía animada de 2018, dirigida y escrita por Gary Wang, y producida por Light Chaser Animation Studios.
Gatos se lanzó originalmente en China el 5 de abril de 2018, y directo a video en los Estados Unidos el 24 de enero de 2020.

## Argumento
Nube (Tom, en doblaje mexicano) es un gato cartujo que fue adoptado por una niña cuando era cachorro. Él creía que el mundo exterior era un lugar peligroso y pasaba el día en el cálido cojín de la casa.
Años después, el hijo de Nube, un curioso y vivaz gatito calicó llamado Rayo (Tommy, en doblaje mexicano), mira por la ventana donde persigue a los pájaros y quiere saber cómo es la calle. Constantemente le pide a su padre que lo deje jugar afuera. Su curiosidad es alimentada por una historia que Nube le contó acerca de que su madre estaba en Gatopía, un lugar donde los gatos viven felices. Luego, Rayo deja el apartamento en el que vive y decide finalmente alcanzar su sueño de ir a Gatopía. El gatito vuela por el río con un cohete de juguete, cruza la ciudad en parapente y logra llegar al bosque al pie de la montaña. Finalmente, termina en una fábrica de estatuas de vidrio con forma de animales. Sin embargo, la fábrica está custodiada por un grupo de mapaches que luego persiguen a Rayo, pero es salvado por un gibón que lo lleva a un bar dentro de un vagón de tren abandonado, el cual sirve como guarida secreta para los otros animales. Allí, Rayo conoce a un viejo y sabio gato negro que vivió en el apartamento de Nube hace muchos años. El viejo gato le dice a Rayo que en la fábrica, los trabajadores secuestran a docenas de animales salvajes y los convierten en estatuas. Al darse cuenta de la desaparición de su hijo, Nube sigue el rastro de Rayo, acompañado por Guac (Maya, en doblaje mexicano), una guacamaya que es la nueva mascota de su dueña. Ambos van a la fábrica y descubren que Rayo corre el riesgo de convertirse en una estatua. Los mapaches salen a buscar el collar perdido por orden del jefe de la fábrica, un viejo artista que es quien da la orden de sacrificar a los animales, pero son detenidos por Nube, quien se encuentra con el viejo gato negro en el jardín de la fábrica.
Mientras Nube finalmente encuentra a Cape, los mapaches liberan a todos los animales para luego escapar de los trabajadores de la fábrica a través de una estatua de ballena que termina guiándolos al agua hacia una corriente que los guía a un hermoso lugar lleno de árboles de duraznos que resulta ser Gatopía. Luego, Nube habla con Rayo y se lamenta de que su madre esté muerta, pero Nube le dice que no importa, ya que su madre siempre estará con él en su corazón. Después, Nube decide regresar al apartamento de su dueña, ya que lo considera como su verdadero hogar y se marcha con Guac. Rayo, por su parte, también decide marcharse, pues aun sueña con conocer lugares nuevos, por lo que padre e hijo se despiden.
En la escena poscréditos, Nube y Guac están en el apartamento de su dueña y tienen una videollamada con Rayo, el cual está explorando una agencia espacial. A la conversación se unen el gato negro y los mapaches, quienes han abierto un bar en Gatopía.

## Reparto
- Dermot Mulroney como Nube [3]
- Nicole Tompkins como Rayo
- Nick Guerra como Biggie
- Vladimir Caamaño como Antílope
- Jonathan Katz como Gibón
- Brittany Curran como cabra

## Taquilla
Gatos recaudó un total de $16,892,512 a nivel mundial, incluyendo dos reestrenos en 2021 y 2023.